# Caucho butílico

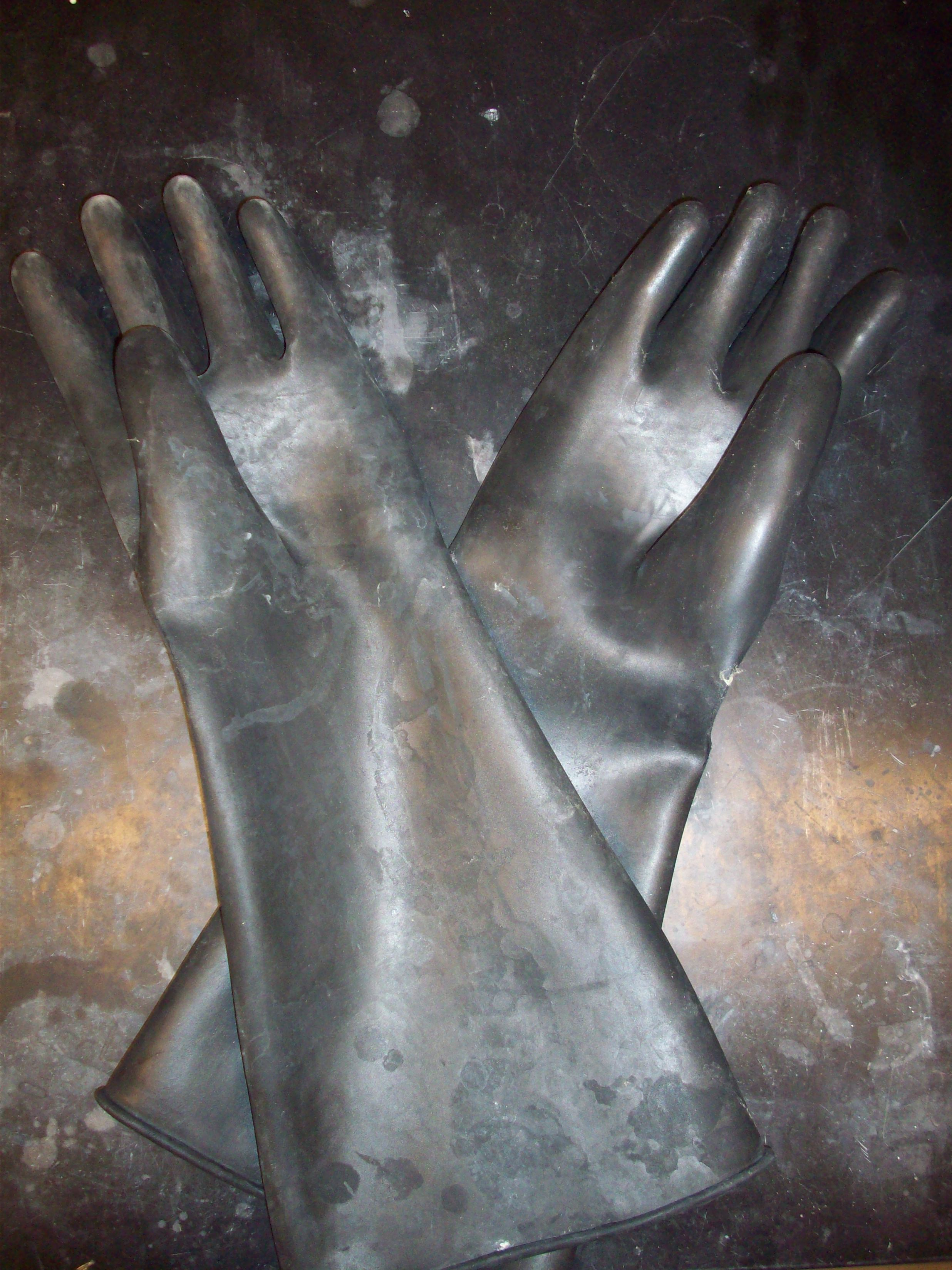
Guantes de caucho butílico

El caucho butílico, a veces llamado simplemente "butilo", es un caucho sintético, un copolímero de isobutileno con isopreno. La abreviatura IIR significa caucho de isobutileno e isopreno. El poliisobutileno, también conocido como "PIB" o poliisobuteno, (C4H8)n, es el homopolímero de isobutileno, o 2-metil-1-propeno, en el que se basa el caucho butílico. El caucho butílico se produce por polimerización de alrededor del 98% del isobutileno con alrededor del 2% del isopreno. Estructuralmente, el polisobutileno se parece al polipropileno, pero tiene dos grupos metilo sustituidos en cada uno de los otros átomos de carbono, en lugar de uno. El polisobutileno es un material viscoelástico incoloro a amarillo claro. Generalmente es inodoro e insípido, aunque puede exhibir un ligero olor característico.
El caucho butílico tiene una excelente impermeabilidad, y los largos segmentos de poliisobutileno de sus cadenas de polímeros le dan buenas propiedades de flexión.
La fórmula del PIB es:
–(–CH2–C(CH3)2–)n–
La fórmula para el IIR es:

Se puede hacer a partir del monómero isobutileno (CH2=C(CH3)2) sólo mediante polimerización por adición catiónica.
El caucho sintético, o elastómero, el caucho butílico es impermeable al aire y se utiliza en muchas aplicaciones que requieren un caucho hermético. El poliisobutileno y el caucho butílico se utilizan en la fabricación de adhesivos, productos químicos agrícolas, compuestos de fibra óptica, vejigas de bolas, juntas tóricas, masillas y selladores, película adhesiva, fluidos eléctricos, lubricantes (aceite de motor de 2 tiempos), papel y pasta, productos de cuidado personal, concentrados de pigmentos, para la modificación de caucho y polímeros, para proteger y sellar ciertos equipos para su uso en áreas donde hay armas químicas, como aditivo para gasolina/diesel , y goma de mascar. La primera aplicación importante del caucho butílico fueron las cámaras de aire de los neumáticos. Este sigue siendo un segmento importante de su mercado incluso hoy en día.

## Historia
El isobutileno fue descubierto por Michael Faraday en 1825. El poliisobutileno (PIB) fue desarrollado por primera vez por la unidad de BASF de IG Farben en 1931 utilizando un catalizador de trifluoruro de boro a bajas temperaturas y se vendió bajo el nombre comercial de de. El PIB sigue siendo un negocio principal de BASF hasta el día de hoy.
Más tarde se convirtió en caucho butílico en 1937, por los investigadores William J. Sparks y Robert M. Thomas, en el laboratorio de Standard Oil de Linden, Nueva Jersey. Hoy en día, la mayor parte del suministro mundial de caucho butílico es producido por dos empresas, ExxonMobil (uno de los descendientes de Standard Oil) y Polymer Corporation, una corporación federal canadiense de la corona establecida en 1942 para producir caucho artificial para sustituir el suministro en el extranjero cortado por la Segunda Guerra Mundial. Se le cambió el nombre a Polysar en 1976 y el componente de caucho se convirtió en una subsidiaria, Polysar Rubber Corp. La empresa fue privatizada en 1988 con su venta a NOVA Corp que, a su vez, vendió Polysar Rubber en 1990 a Bayer AG de Alemania. En 2005 Bayer AG se desprendió de las divisiones químicas, incluyendo la mayor parte del sitio de Sarnia, creando Lanxess AG, también de Alemania.
Los homopolímeros del PIB de alto peso molecular (100.000-400.000 o más) son elastómeros de poliolefina: materiales resistentes y extensibles similares al caucho en un amplio rango de temperaturas; con baja densidad (0,913-0,920), baja permeabilidad y excelentes propiedades eléctricas.
En los decenios de 1950 y 1960 se desarrolló el caucho butílico halogenado (halobutil) en sus variantes clorada (clorobutil) y bromada (bromobutil), que proporciona tasas de curado considerablemente más altas y permite la covulcanización con otros cauchos como el caucho natural y el caucho estireno-butadieno. El halobutilo es hoy en día el material más importante para los revestimientos internos de los neumáticos sin cámara. Francis P. Baldwin recibió la Medalla Charles Goodyear de 1979 por las numerosas patentes que obtuvo por estos desarrollos. 
En la primavera de 2013 dos incidentes de contaminación del PIB en el Canal de la Mancha, que se cree que están conectados, fueron descritos como la peor contaminación marina del Reino Unido "en décadas". El RSPB estimó que más de 2.600 aves marinas murieron por el químico y cientos más fueron rescatadas y descontaminadas.

## Usos

### Aditivo para combustible y lubricante
El poliisobutileno puede reaccionar con el anhídrido maleico para fabricar anhídrido poliisobutenilsuccínico (PIBSA), que luego puede convertirse en poliisobutenilsuccinimidas (PIBSI) al reaccionar con diversas etilenaminas. Cuando se utilizan como aditivos en aceites lubricantes y combustibles para motores, pueden tener un efecto sustancial en las propiedades del aceite o del combustible. El poliisobutileno añadido en pequeñas cantidades a los aceites lubricantes utilizados en el mecanizado da lugar a una reducción significativa de la generación de neblina de aceite y, por tanto, reduce la inhalación de neblina de aceite por parte del operador. También se utiliza para limpiar derrames de aceite a base de agua como parte del producto comercial Elastol. Cuando se añade al petróleo crudo, aumenta la viscoelasticidad del petróleo cuando se extrae, haciendo que el petróleo resista la ruptura cuando se aspira de la superficie del agua.
Como aditivo de combustible, el poliisobutileno tiene propiedades detergentes. Cuando se agrega al combustible diesel, resiste el ensuciamiento de los inyectores de combustible, lo que reduce lasemisiones de hidrocarburos y partículas. Se mezcla con otros detergentes y aditivos para formar un "paquete de detergente" que se agrega a la gasolina y al combustible diésel para resistir la acumulación de depósitos y el golpeteo del motor.
El poliisobutileno se utiliza en algunas formulaciones como agente espesante.

### Explosivos
El poliisobutileno se utiliza a menudo en la industria de los explosivos como agente aglutinante en los explosivos plásticos como el C-4. El aglutinante de poliisobutileno se utiliza porque hace que el explosivo sea más insensible a la detonación prematura, además de facilitar su manejo y moldeado.

### Altavoces y equipo de audio
El caucho butílico se usa generalmente en los altavoces, específicamente en los alrededores. Se usaba como sustituto de los bordes de espuma porque la espuma se deterioraba. La mayoría de los altavoces modernos usan caucho butílico, mientras que la mayoría de los altavoces antiguos usan espuma.

### Equipo deportivo
El caucho butílico se utiliza en las vejigas de los balones deportivos (por ejemplo, los de rugby, fútbol, baloncesto, balones de red) para proporcionar un compartimento interior resistente y hermético.

### Impermeabilización y reparación del techo
El sellador de caucho butílico se utiliza para la impermeabilización, la reparación de techos de caucho y para el mantenimiento de las membranas del techo (especialmente alrededor de los bordes). Es importante[cita requerida] tener la membrana del techo fijada, ya que muchos accesorios (por ejemplo, los conductos de ventilación del aire acondicionado, las cañerías y otras tuberías) pueden aflojarla considerablemente.
El caucho para techos se refiere típicamente a un tipo específico de materiales para techos que están hechos de monómeros de etileno propileno dieno (caucho EPDM). Es crucial para la integridad de tales techos evitar el uso de materiales abrasivos duros y solventes a base de petróleo para su mantenimiento.
La tela de poliéster laminada a un aglutinante de caucho butílico proporciona una cinta impermeable de una sola cara que puede usarse en uniones de metal, PVC y cemento. Se utiliza para reparar e impermeabilizar techos de metal.

### Máscaras de gas y protección contra agentes químicos
El caucho butílico es uno de los elastómeros más robustos cuando se somete a agentes de guerra química y materiales de descontaminación. Es un material más duro y menos poroso que otros elastómeros, como el caucho natural o la silicona, pero aun así tiene suficiente elasticidad para formar un sello hermético. Si bien el caucho butílico se descompone cuando se expone a agentes como el NH3 (amoníaco) o ciertos disolventes, se descompone más lentamente que otros elastómeros comparables. Por lo tanto, se utiliza para crear sellos en máscaras de gas y otras prendas de protección.

### Tapones farmacéuticos
El caucho butílico y el bromobutílico se utilizan comúnmente para fabricar tapones de goma utilizados para sellar frascos y botellas de medicamentos.

### Goma de mascar

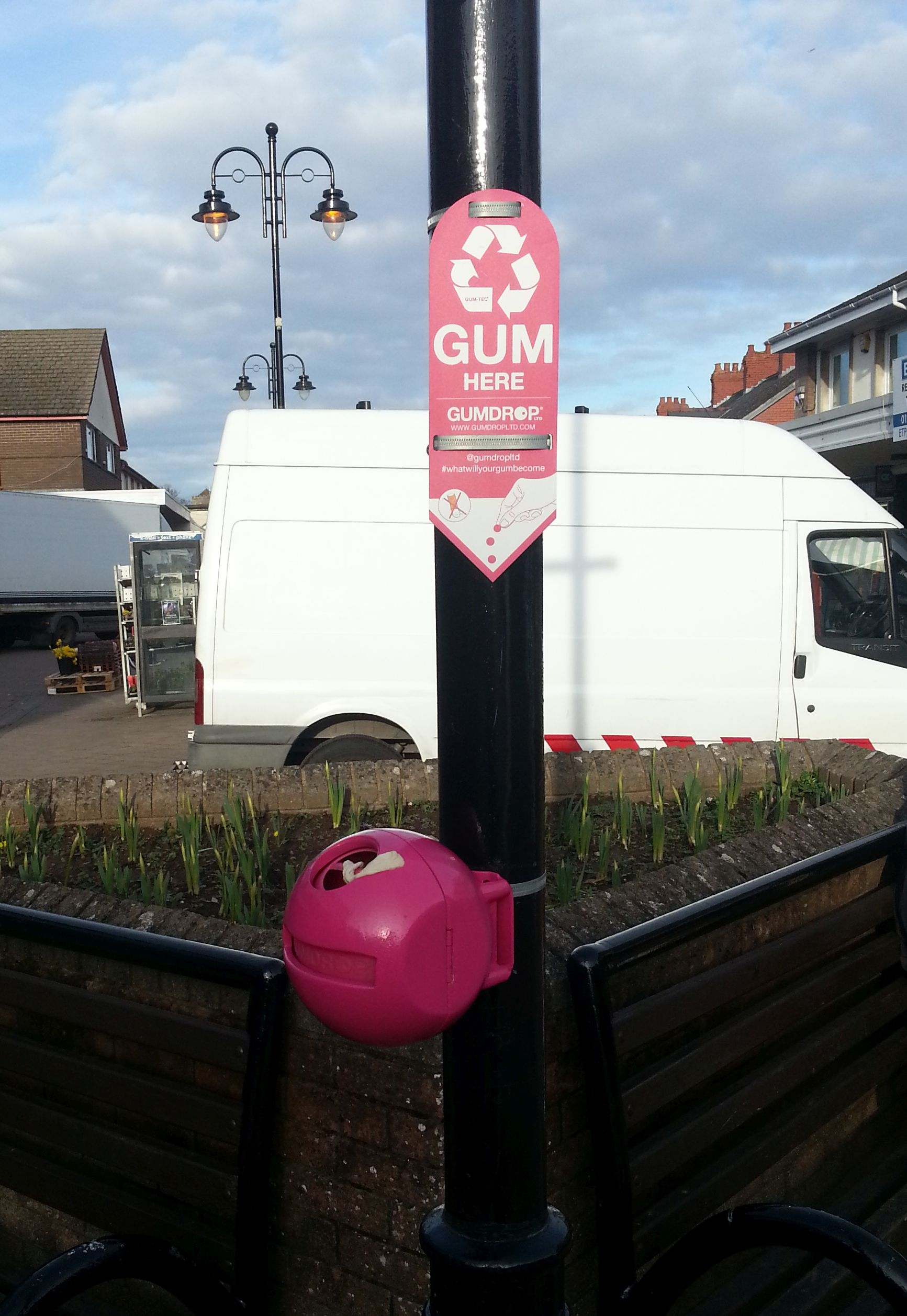
Goma de mascar, recipiente de recolección de chicle

La mayoría de los chicles modernos utilizan caucho butílico de uso alimentario como base central del chicle, lo que contribuye no sólo a la elasticidad del chicle sino a una calidad obstinada y pegajosa que ha llevado a algunos municipios a proponer impuestos para cubrir los costos de su eliminación.
El chicle reciclado también se ha utilizado como fuente de poliisobutileno recuperado. Entre otros productos, esta goma base ha sido fabricada en tazas de café y en los cubos recolectores de chicle 'Gumdrop'. Cuando se llenan, los cubos de recolección y su contenido son triturados y reciclados de nuevo.

### Neumáticos
El caucho butílico y el caucho halogenado se utilizan para el revestimiento interior que mantiene el aire en el neumático.

### Ventanas aislantes
El poliisobutileno se utiliza como el sello principal en una unidad de vidrio aislante para la construcción comercial y residencial, proporcionando el sello de aire y humedad para la unidad.